# (3184) Raab
(3184) Raab est un astéroïde de la ceinture principale.

## Description
(3184) Raab est un astéroïde de la ceinture principale. Il fut découvert le 22 août 1949 à Johannesbourg par Ernest Leonard Johnson. Il présente une orbite caractérisée par un demi-grand axe de 2,67 UA, une excentricité de 0,26 et une inclinaison de 8,2° par rapport à l'écliptique.

## Compléments